# Franz Hengsbach
Franz Hengsbach, (ur. 10 września 1910 w Velmede, zm. 24 czerwca 1991 w Essen) – niemiecki duchowny katolicki, kardynał, biskup ordynariusz diecezji Essen.

## Życiorys
Studia seminaryjne rozpoczęte w Paderborn ukończył we Fryburgu Bryzgowijskim. Studiował także na Wydziale Teologicznym w Monachium. Po święceniach kapłańskich, które przyjął 13 marca 1937 roku, pracował jako duszpasterz w archidiecezji Paderborn, będąc także sekretarzem Komitetu Centralnego Katolików Niemieckich oraz przewodniczącym Archidiecezjalnego Wydziału Duszpasterskiego.
20 sierpnia 1953 roku Pius XII wyniósł go do godności biskupa tytularnego Cantano i mianował jednocześnie biskupem pomocniczym Paderborn. 18 listopada 1957 roku został przeniesiony na stolicę biskupią w Essen. Uczestnik Soboru Watykańskiego II. Założyciel organizacji Episkopatu Niemiec pod nazwą "Adveniat", pomagającej Kościołowi w Ameryce Łacińskiej. Od 10 października 1961 roku, do 22 maja 1978 roku biskup polowy RFN.
Jan Paweł II wyniósł go 28 czerwca 1988 roku do godności kardynalskiej z tytułem prezbitera Nostra Signora di Guadalupe a Monte Mario. Zmarł w Essen, pochowany w podziemiach katedry w Essen.